# Comuna Merișani, Argeș
Merișani este o comună în județul Argeș, Muntenia, România, formată din satele Borlești, Brăteasca, Capu Piscului, Crâmpotani, Dobrogostea, Malu Vânăt, Merișani (reședința), Vărzaru și Vâlcelele.

## Așezare
Comuna se află în zona vestică a județului, pe malurile Argeșului, acolo unde acesta primește apele afluentului său Vâlsan și formează lacul de acumulare Vâlcele. Este străbătută de autostrada A1, care leagă Piteștiul de Curtea de Argeș, pe care este deservită de nodul Mănicești, aflat lângă satul Capu Piscului, unde se iese în șoseaua națională DN7C, care leagă Piteștiul de Sibiu prin Munții Făgăraș. Lângă Merișani, din acest drum se ramifică șoseaua județeană DJ703I, care duce spre nord la Mălureni, Mușătești (unde se intersectează cu DN73C) și Brăduleț. În apropiere de intersecția din care pornește DJ703I, din acesta se ramifică spre sud-est șoseaua județeană DJ703K, ce duce la Budeasa și Mărăcineni (unde se termină în DN73). Prin comună trece și calea ferată Pitești-Curtea de Argeș, pe care este deservită de haltele Borlești Argeș, Merișani și Vâlcele.
În comuna Merișani se află pista de încercări auto a fabricii de automobile Dacia de la Mioveni.

## Demografie
Componența etnică a comunei Merișani
     Români (71,44%)
     Romi (20,89%)
     Alte etnii (0%)
     Necunoscută (7,67%)
Componența confesională a comunei Merișani
     Ortodocși (88,49%)
     Penticostali (1,75%)
     Alte religii (1,55%)
     Necunoscută (8,2%)
Conform recensământului efectuat în 2021, populația comunei Merișani se ridică la 4.510 locuitori, în scădere față de recensământul anterior din 2011, când fuseseră înregistrați 4.569 de locuitori. Majoritatea locuitorilor sunt români (71,44%), cu o minoritate de romi (20,89%), iar pentru 7,67% nu se cunoaște apartenența etnică. Din punct de vedere confesional, majoritatea locuitorilor sunt ortodocși (88,49%), cu o minoritate de penticostali (1,75%), iar pentru 8,2% nu se cunoaște apartenența confesională.

## Politică și administrație
Comuna Merișani este administrată de un primar și un consiliu local compus din 13 consilieri. Primarul, Marius-Luigi Ionescu[*], de la Partidul Social Democrat, este în funcție din 2012. Începând cu alegerile locale din 2024, consiliul local are următoarea componență pe partide politice:
|  | Partid                          | Consilieri | Componența Consiliului | Componența Consiliului | Componența Consiliului | Componența Consiliului | Componența Consiliului | Componența Consiliului |
|  | ------------------------------- | ---------- | ---------------------- | ---------------------- | ---------------------- | ---------------------- | ---------------------- | ---------------------- |
|  | Partidul Național Liberal       | 6          |                        |                        |                        |                        |                        |                        |
|  | Partidul Social Democrat        | 6          |                        |                        |                        |                        |                        |                        |
|  | Alianța pentru Unirea Românilor | 1          |                        |                        |                        |                        |                        |                        |

## Istorie
La sfârșitul secolului al XIX-lea, comuna făcea parte din plasa Pitești a județului Argeș și era formată din satele Țiganca, Malu Vânăt, Priba și Valea Boierească, având în total 640 de locuitori și o biserică. La vremea aceea, pe teritoriul actual al comunei mai funcționau, în aceeași plasă, și comunele Borlești-Vărzari și Vâlcelele. Prima era compusă din satele Borlești și Vărzari, cu 524 de locuitori, aici existând două biserici și o școală rurală. A doua era formată din satele Brăteasca, Capu Piscului, Crâmpoteni și Vâlcelele, având 1228 de locuitori, două biserici (la Crâmpoteni și Vâlcelele) și o școală rurală mixtă.
Anuarul Socec din 1925 consemnează comunele în plasa Bascov a aceluiași județ: comuna Merișani avea 815 locuitori aceleași sate; comuna Borlești-Vărzari (acum denumită Borlești) avea 811 locuitori și aceeași alcătuire; iar comuna Vâlcelele avea 1523 de locuitori în satele Brăteasca, Crâmpotani și Vâlcelele. În 1931, cele trei comune au fost comasate sub numele de Merișani, reședința comunei fiind satul Valea Boierească.
În 1950, comuna a fost transferată raionului Pitești din regiunea Argeș, luând la un moment dat denumirea de Vâlcelele. În 1968, ea a revenit la județul Argeș, reînființat, având alcătuirea actuală, sub numele de Merișani.

## Monumente istorice
În comuna Merișani se află trei monumente istorice de arhitectură de interes național: biserica „Sfântul Nicolae” (1753) din Borlești; ansamblul conacului Stătescu (1753, refăcut în 1870 și în 1928), tot din Borlești, alcătuit din conac, anexe și parc; și curtea boierilor Vărzaru (1653), din satul Vărzaru, cu ruinele caselor și biserica „Sfântul Nicolae” și „Cuvioasa Paraschiva”. Tot de interes național este și monumentul memorial sau funerar reprezentat de crucea de piatră de lângă școala din Borlești.
În rest, alte cinci obiective din comuna Merișani sunt incluse în lista monumentelor istorice din județul Argeș ca monumente de interes local, toate fiind clasificate ca monumente de arhitectură: biserica „Sfinții Mihail și Gavriil” (1810) din Dobrogostea; gara (1880); curtea boierească (secolele al XVIII-lea–al XIX-lea), formată din conac, pavilioane, anexă, grajduri, parc și zid de incintă cu poartă; biserica „Adormirea Maicii Domnului” (1808), ultimele trei din satul Merișani; și biserica „Sfântul Nicolae” (1868) din Vâlcelele.

## Personalități născute aici
- Ion Matache (1905 - 1957), violonist, cântăreț de muzică populară;
- Măriuca Matache (1924 - ?), cântăreață de muzică populară;
- Constantin Tică Sorescu (1930 - 2008), interpret, dirijor, folclorist.